# زي إلياس
زي الياس (بالإنجليزية: Zé Elias)‏ (و. 1976  م) هو لاعب كرة قدم، وصحفي برازيلي، ولد في ساو باولو، شارك في الألعاب الأولمبية الصيفية 1996، مركز لعبه هو لاعب وسط.

## روابط خارجية
- زي إلياس على موقع الاتحاد الدولي (مؤرشف)  (الإنجليزية)
- زي إلياس على موقع قاعدة بيانات كرة القدم.إي يو (الإنجليزية)
- زي إلياس على موقع ناشيونال فوتبول تيمز (الإنجليزية)
- زي إلياس على موقع عالم كرة القدم.نت (الإنجليزية)
- زي إلياس على موقع أوليمبيديا (الإنجليزية)
- زي إلياس على موقع اللجنة الأولمبية البرازيلية (البرتغالية)